# سنيزانا أليكسيتش
سنيزانا أليكسيتش مواليد 14 يناير 1989 في بودغوريتسا، جمهورية يوغوسلافيا الاشتراكية الاتحادية، هي لاعبة كرة سلة مونتينيغرية. بدأت مسيرتها الاحترافية في سنة 2006. تلعب في الدوري الإسباني لكرة السلة للسيدات. وتحمل الرقم 23. لعبت مع نادي شيبينيك لكرة السلة للسيدات ونادي غوسبيتش لكرة السلة للسيدات.

## روابط خارجية
- سنيزانا أليكسيتش على موقع الاتحاد الدولي لكرة السلة (الإنجليزية)
- سنيزانا أليكسيتش على موقع كرة السلة الأوروبية.كوم (الإنجليزية)
- سنيزانا أليكسيتش على موقع بروبوليرز (الإنجليزية)